# Red Bull RB17
Red Bull RB17 – hybrydowy hipersamochód wyprodukowany przez brytyjskie przedsiębiorstwo Red Bull Advanced Technologies w 2025 roku.

## Historia i opis modelu

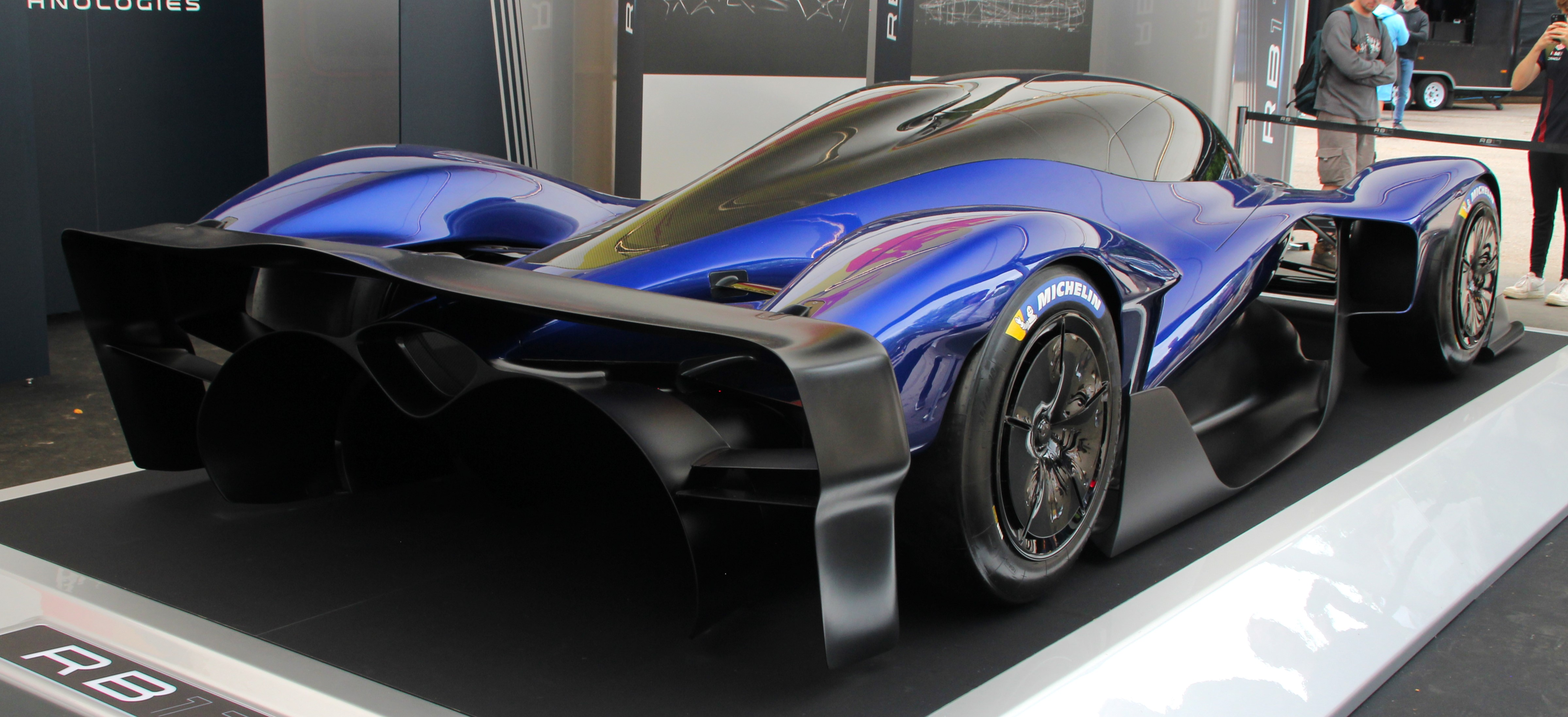
Red Bull RB17 - tył

W lipcu 2024 roku Red Bull Advanced Technologies, oddział inżynieryjny zespołu Formuły 1 Red Bull Racing, przedstawił pierwszy w historii samochód pod marką Red Bull. Model RB17 przyjął postać wyścigowego hipersamochodu przeznaczonego do jazdy torowej, którego rozwiązania konstrukcyjne, technologiczne i wizualne powstały pod kierownictwem Adriana Neweya.
Ukształtowanie sylwetki Red Bulla RB17 zostało podyktowane wymogami aerodynamicznymi i powstało na bazie tzw. monokoku wykonanego z włókna węglowego. Wewnątrz fotel kierowcy został wysunięty do przodu, a sterowanie większością funkcji pojazdu podyktowano tradycyjnym przyciskom. Przed tylnymi kołami wygospodarowano ponadto niewielką przestrzeń na transport np. odzieży do jazdy wyścigowej.

### Sprzedaż
Red Bull RB17 został zbudowany w myślą o ściśle limitowanej produkcji w manufakturze Red Bull Advanced Technologies w brytyjskim Milton Keynes w 2025 roku. Łącznie przewidziano zbudowanie 50 egzemplarzy, z ceną po wynoszącą ok. 6,4 miliona dolarów amerykańskich za sztukę.

### Dane techniczne
Do napędu Red Bulla RB17 wykorzystany został napęd hybrydowy, którego podstawą został benzynowy i wolnossący silnik V10 o pojemności 4,5 litra rozwijający 1000 KM mocy maksymalnej. Razem z jednostką elektryczną układ rozwinął 1200 KM, a masa pojazdu nie przekroczyła 900 kilogramów. Dzięki rozbudowanemu pakietowi spojlerów i dyfuzorów moc docisku wyniosła 1700 kilogramów. RB17 nie został dopuszczony do poruszania się w ruchu drogowym, będąc pojazdem torowym.